# Радослав Суслеков
Радослав Евгениев Суслеков е български треньор и боксьор, състезавал се в категория до 63,5 кг.
Носител на бронзови медали от световните първенства по бокс Берлин, Германия (1995) и Вейле, Дания от 1996 година.
Участва в Олимпийските игри в Атланта от 1996 г., като приключва своето участие още в 1-ви кръг, където губи от боксьора от Бубак Мохими от Иран.
Понастоящем е треньор в клуб „Победа – Черноморец“ (Бургас).